# Vitkronad tangara
Vitkronad tangara (Sericossypha albocristata) är en fågel i familjen tangaror inom ordningen tättingar.

## Utseende och läte
Vitkronad tangara är en stor (24–26 cm) och huvudsakligen blåsvart tangara med mycket tydligt snövitt på hjässa och tygel. Hanen har karmosinfärgad strupe, honan mörkt vinröd och ungfågeln svart. Lätena är mycket högljudda och genomträngande, bland annat fallande "pieeu", "peeiep" och "pew-pew-pew...".

## Utbredning och systematik
Vitkronad tangara förekommer lokalt i Anderna från Colombia och västra Venezuela till sydöstra Peru. Den placeras som enda art i släktet Sericossypha och behandlas som monotypisk, det vill säga att den inte delas in i några underarter.

## Status
Vitkronad tangara har ett stort utbredningsområde. Dess bestånd prognostiseras påverkas negativt i framtiden av den pågående avskogningen, så pass att den numera tas upp på internationella naturvårdsunionen IUCN:s röda lista över hotade arter, kategoriserad som sårbar (VU).